# Zalaszentjakab
Zalaszentjakab is een plaats (község) en gemeente in het Hongaarse comitaat Zala. Zalaszentjakab telt 392 inwoners (2005).